# Associazione Calcio Carpi 1943-1944
Questa pagina raccoglie le informazioni riguardanti l'Associazione Calcio Carpi nelle competizioni ufficiali della stagione 1943-1944.

## Rosa
| N. |                   | Ruolo | Calciatore         |
| -- | ----------------- | ----- | ------------------ |
|    | Italia (bandiera) | C     | Menotti Avanzolini |
|    | Italia (bandiera) | C     | Carlo Barbieri     |
|    | Italia (bandiera) | A     | Aldo Biagiotti     |
|    | Italia (bandiera) | C     | Alberto Bonaretti  |
|    | Italia (bandiera) | A     | Dionigio Borsari   |
|    | Italia (bandiera) | A     | Renato Brighenti   |
|    | Italia (bandiera) | A     | Zelindo Caliumi    |
|    | Italia (bandiera) | C     | Antonio Codeluppi  |
|    | Italia (bandiera) | D     | Giuseppe De Santis |
|    | Italia (bandiera) | D     | Romeo Fredrigotti  |

| N. |                   | Ruolo | Calciatore         |
| -- | ----------------- | ----- | ------------------ |
|    | Italia (bandiera) | D     | Zeffiro Furiassi   |
|    | Italia (bandiera) | C     | Nunzio Gavioli     |
|    | Italia (bandiera) | D     | Rino Gibertoni     |
|    | Italia (bandiera) | D     | Gino Manni         |
|    | Italia (bandiera) | C     | Pasquale Morisco   |
|    | Italia (bandiera) | C     | Mario Polak        |
|    | Italia (bandiera) | P     | Arnaldo Sentimenti |
|    | Italia (bandiera) | P     | Guerino Siligardi  |
|    | Italia (bandiera) | D     | Elio Storchi       |
|    | Italia (bandiera) | D     | Gaetano Vellani    |